# Кой-Таш (Чуйская область)
```
Кой-Таш
 — село в 
Аламудунском районе
 
Чуйской области
 
Кыргызстана
. Административный центр Таш-Мойнокского аильного округа. Код СОАТЕ — 41708 203 866 01 0
[
1
]
.
```

## Население
| год     | 2009 | 2014 | 2015 |
| ------- | ---- | ---- | ---- |
| человек | 2359 | 2390 | 2357 |

## Известные жители
- Бегматова Сакин Бегматовна (1921-1981 гг.) - 1961-1980 гг. заместитель Председателя Совета Министров, Министр иностранных дел Киргизской ССР
- Бегматов Дубаш Бегматович (1924-2013 гг.) - участник-инвалид Великой Отечественной войны, председатель Таш-Мойнокского сельсовета, председатель райисполкома г. Фрунзе, первый заместитель министра бытового обслуживания Киргизской ССР
- Мундуспаева, Джергал (р. 1935 года) — доярка, Герой Социалистического Труда (1966).
- Эсен Топоев Толонович, бывший министр обороны Кыргызской Республики;                       * Болот Кененбаев Осмонович, бывший Аким Ысык-Атинского района;              * Абдил Сегизбаев Кенешович, бывший председатель ГКНБ Кыргызской Республики;                           * Тенизбаева Эльбира Бакировна, бывший заместитель председателя ГРС при Правительстве Кыргызской Республики;

В селе Кой-Таш, в частности, находится дом бывшего президента Кыргызстана Алмазбека Атамбаева.
- Болокбаев Ырымкул (1933 - 2019). Кандидат сельскохозяйственных наук, профессор. Автор более 58 научных работ. 